# 少年同盟
《少年同盟》（日语：君と僕。，簡稱KB）是堀田貴一以青春為題的日本漫畫作品。2003年開始在月刊少年GANGAN刊載，2004年則轉至GANGAN POWERED連載，再由2009年開始移至月刊GFantasy連載，自2015年11月號起休載，2019年1月號起復載。2019年3月起再度休刊，2022年2月號連載再開，2022年4月號完結。番外篇於2022年5月號開始連載。
本作開始時是以四格漫畫及短篇漫畫為主的搞笑式青春漫畫，主要登場人物為高中生的明跟晃一。但連載開始後，則主要描寫明跟晃一在幼稚園的工作體驗期間的四個兒童的成長故事。
2011年3月發佈此作動畫化的決定，製作公司為J.C.STAFF。2011年10月3日開始播出。而動畫第2季於2012年4月2日開始播放。

## 故事概要
從小學就認識的青梅竹馬少年組合明和晃一，在還是穗稀高中的學生的時候，以工作體驗為前題下，被派往向陽幼稚園。那時遇到的四人組雙胞胎的淺羽兄弟、塚原要和松岡春。過了十年左右，這四名幼稚園兒童，也成為了穗稀高中的學生。而晃一則成為了穗稀高中的老師。四人組在升到高中二年級時，認識了轉學生橘千鶴，也使這個組合也擴展為五人。
在單行本第一冊中，明與小晃篇描寫了他們兩人的高中生活以及在向陽幼稚園的工作體驗，向陽幼稚園篇則主要描述四人組的幼稚園生活。第一冊剩下內容及從第二冊開始（高中生篇），都以講述高中生五人組的青春友情故事為主。

## 出場人物

### 穗稀高中學生
淺羽悠太（聲：甲斐田幸／內山昂輝、森優子（幼年））
穗稀高中學生（2-5班→3-4班），淺羽兄弟之兄。身高174.8公分，6月20日出生，雙子座，B型血。代表顏色為藍色。
冷靜成熟的個性，但有時也會陪著祐希起鬨，是許多女生愛慕的對象。國中時和春是劍道部成員，劍術精湛但揮劍卻沒有任何表情，被千鶴誇做是「平成最後的武士」，高中和春則是茶道部的成員。曾幫班上的高橋里奈而假裝交往。漫畫技術很好，是因為每天幫祐希收拾漫畫的緣故。曾經和祐希一起幫春剪頭髮，和祐希自稱是怪醫黑傑克。在校慶中曾在攤位上扮演白雪公主的角色。常常幫祐希做善後的工作，所以他的願望是希望祐希吃飽飯後能自動將餐盒收起來。很關心別人，尤其是祐希和春，但不一定會表現出來。覺得大家都喜歡的東西才是最好的，但有時卻因此而忽視了自己的想法。和千鶴單獨在一起時會感到尷尬，是因為打從認識開始都將他視為“弟弟的朋友”，直到某次獨自到千鶴家玩兩人的關係才似乎有了轉變，後來因為推薦千鶴書籍而被千鶴寫進讀書心得裡，對此感到害羞。多次被祐希打工的餐廳店長誤認成祐希。喜歡吃烏龍麵。
淺羽祐希（聲：皆川純子／木村良平、上田茜（幼年））
穗稀高中學生（2-4班→3-3班），淺羽兄弟之弟。身高174.1公分，6月20日出生，雙子座，B型血。代表顏色為紅色。
和悠太比起來比較任性。原本是回家社的成員。喜愛動漫，於是加入了漫研社。和悠太一樣是許多女生愛慕的對象，講話毒舌，經常戲弄要。表面上與父親關係不好，經常和他唱反調。和千鶴在小時候有在一起玩過，但是後來再見面時，卻對千鶴沒有印象，到後來才想起。頭腦似乎不錯，但因為怕麻煩，所以在考試當天早上才會看悠太的筆記。運動神經很發達，在籃球、排球等方面都很出色。射擊的技術很好（在遊樂場訓練出來的）。曾經因為要買電玩「最初幻想」而去打工，但因為榨果汁時忘記將果汁機的蓋子蓋上，所以薪水全用來補償衣服清洗費，還被一個將祐希誤認成悠太的小女孩給吻了。會對香水等化粧用品的氣味感到不適。知道千鶴喜歡茉咲，還擅自當起了兩人的邱比特。非常黏悠太，時不時會撒嬌。在小時候曾把悠太打破的盤子偷偷藏起來，並且說他們是共犯。在校慶的鬼屋上扮演鬼太郎的角色。最想去的地方是中國。在畢業旅行時，和千鶴一起打扮成舞妓，並且解救了要。和千鶴吵架的那段時間，儘管保持沉默，但心中仍然是渴望能夠和好，還和班上其他同學拉近了一些距離。在體育節時穿上黑色制服參加應援團。
塚原要（聲：朴璐美（幼稚園）、鈴村健一（高中生）／小野友樹、内山夕實（幼年））
穗稀高中學生（2-4班→3-4班），身高172.0公分，9月16日出生，處女座，A型血。代表顏色為黑色。
學生會副會長，成績全年級第一。五人組中擔任吐槽的主要角色。從中一開始戴眼鏡（被祐希戲稱要眼鏡同學）。個性認真，因此常被祐希和千鶴鬧著玩，常被祐希用手機偷拍睡臉。雖然常常吼祐希和千鶴，但事實上總是對他們沒轍，不少場合下是負責吐槽的角色。家境富裕，家裡常常成為五人聚會的場所。幼稚園時喜歡小香老師，長大後對靜奈姊抱持著好感，而在單行本第八集得知靜奈姐將要結婚後心情複雜。個性容易彆扭，但也有細心溫柔的一面，總是把事情都攬在自己身上，不喜歡被人看到努力的一面（被東老師說「不需要太逞強」）。對自己母親的溺愛沒轍。在校慶鬼屋中扮演貞子的角色，被祐希和千鶴嘲笑後千鶴說其實還挺漂亮的。非常不會畫畫，常因這件事被大家開玩笑。射擊技術差，還被千鶴嘲笑。曾在幼稚園妄想和小香老師結婚，當時還把來工作體驗的晃一當作是情敵。總是在新年時傳簡訊祝賀大家。出奇的是，唱歌水準比其他四人要高。最想去的地方是埃及。非常不會應付女生，在畢業旅行時，曾被比他大的女孩子搭訕，最後被打扮成舞妓的祐希解救。
松岡春（聲：釘宮理惠（幼稚園）、高山南（高中生）／豐永利行、日野麻里（幼年））
穗稀高中學生（2-5班→3-3班），身高168.6公分，5月3日出生，金牛座，A型血。代表顏色為粉色。
擁有溫柔，愛操心的個性。長相非常可愛，常被別人（包括千鶴）誤認成女生，被其他四人稱作是花田系。國中時是劍道部成員，現為茶道社成員。喜歡做甜點餅乾，且每年都會寄明信片給大家。畫畫風格偏少女漫畫，特點是眼睛超大。對戀愛非常遲鈍，一直都沒發現茉咲對他的心意。有自然捲，故到高二為止都是留中長髮，後來被祐希和悠太剪成短髮。在校慶中扮演小紅帽的角色。在情人節時，被別校的女同學告白（外加手工巧克力派），因為沒有被告白的經驗而因此苦惱不已，最後仍是委婉地拒絕那女孩。有一個弟弟，冬樹，是個國中生，上邊還有兩個姊姊。由於春的觀念非常保守，所以當他知道冬樹和女朋友接吻時，感到非常擔憂、沮喪。願望則是希望世界和平。唱歌嚴重走音，也跟不上節拍，被祐希評價為「像和音一樣」。京都修學旅行時邂逅了歌舞妓雛子，兩人互相喜歡。最想去的地方是歐洲。
橘千鶴（聲：竹内順子／入野自由、平田真菜（幼年））
穗稀高中學生（2-4班→3-3班），身高162.4公分，8月11日出生，獅子座，O型血。代表顏色為黃色。
德日混血兒，因為父母工作的關係與外婆同住在日本。個性活潑外向，喜歡美女，魅力是眼角的淚痣（自稱）。要都叫他笨猴子或小野猴。常捉弄茉咲，而且喜歡茉咲，並在單行本第六集向茉咲告白。功課非常差。和祐希在小時候有一起玩過，當時還不懂日語。高二剛轉學過來時，曾把春誤認成為女生。在學校總是穿著連帽T恤加制服外套，頭髮用髮膠梳起，前額留下兩撮瀏海，常被說成觸角，但把瀏海放下時卻非常清爽帥氣，不過因為差別太大，就連祐希他們看到也都非常驚訝。非常在意自己的身高，面對明的嘲諷總是會生氣。在校慶中扮演花子的角色（附帶衛生紙）。常常把要說成有戀母情結的孩子，結果總是被要追著打。在畢業旅行第二天，因為第一天不小心掉到河裡，所以發燒，只能留置在旅館，但也因為如此，也獲得了和茉咲講電話的機會。認為自己是唯一能夠和祐希開心地說話的人。曾經因自己的「失言」和祐希吵過架，因受不了冷戰氣氛而跑去找悠太，卻被悠太告知祐希的個性因為他而改變了不少，也認識到自己並不想失去祐希這個朋友。因為總是能讓生活變得快樂而被悠太和祐希認為是像太陽一般的人。
佐藤茉咲（聲：齋藤千和／佐藤美由希）
穗稀高中學生（1年級→2-6班），身高146公分，3月6日出生，雙魚座，B型血。
比五人組低一年級。喜歡春，並且被千鶴告白。有一個哥哥。外號「瑪莉羊」（メリー），是千鶴取的，因為覺得她的身高與髮型和「羊」很配。在學校總是獨來獨往，因此朋友很少。在情人節時，熬夜做了手工巧克力給春，但最後卻送不出去，因為她怕會被春拒絕。在聖誕節時，曾假藉「感謝春總是教導她作業」為由送給春禮物「條紋襪子」。視作寶貝的物品是春在祭典時送她的小熊吊飾。喜歡吃豆餡，白豆餡除外。和同班的松下隆之介的關係不錯。在球技大會期間擔當體育委員後，和班上的女同學有了更多的交流。

### 明和小晃
東晃一（聲：森久保祥太郎／鳥海浩輔）
穗稀高中的古文老师，29歲。身高180.2公分，9月30日出生，天秤座，A型血。
明的青梅竹馬，家中有个叫太一的弟弟。穗稀高中的畢業生。22歲時開始在穗稀高中任教古文。既帥氣又溫柔，受女生歡迎的性格，但目前沒有女朋友，自稱是因為「無法應付熱戀的那種感覺」。曾經和明一起在向陽幼稚園進行工作體驗，並因此成為要的「情敵」，但他沒有意識到要至今仍因此無法對他敞開心扉地對話，因此現在兩人關係也不太好。
明（聲：小林由美子／梶裕貴）
晃一的青梅竹馬，職業不明，29歲，身高169.2公分，1月29日出生，水瓶座，AB型血。
稱晃一為「小晃」（こーちゃん）。穗稀高中的畢業生。童顏，表面上純真天然（自稱），其實毒舌腹黑，經常嘲笑千鶴的身高。被千鶴稱作「巧克力香蕉」（チョコバナナ）。高中時成績糟糕，需要晃一輔導才勉強不留級，而且當時身高不及晃一肩部。會摔跤，似乎擁有很強的格鬥能力。在聖誕夜參加社區志願活動，扮演聖誕老人。體育節的前一天跑到穗稀高中，穿上校服後被五人組評價為「很合適」，並且和晃一一起找到了畢業時所埋下的時間囊，以來激勵千鶴他們。

### 其他出場人物
小香老師（聲：松来未祐／中島沙樹）
悠太、祐希、要和春四人在向陽幼稚園時的老師。小時候的要很喜歡她，但她本人似乎沒有意識到。
松岡冬樹（聲：岡本信彥）
春的弟弟，穗稀初中學生，間宮的男朋友，12月30日出生。性格有點惡劣，在某些方面比春還要成熟得多。
間宮杏子（聲：原紗友里）
穗稀初中學生，劍道部成員，冬樹的女朋友。
舞音
春的姪女。對事物的思考方式和春一樣，充滿浪漫及帶有童話風。
塚原容子（聲：雨蘭咲木子）
要的媽媽。看起來非常年輕。對於獨子要非常溺愛，容易被週遭影響（尤其是和要有關的事物），情緒起伏很大。
相田日紗子（聲：矢作紗友里）
要的青梅竹馬，同時是要的鄰居，與要他們讀不同學校。有一個姊姊。原本對要有喜歡的感覺，姊姊決定結婚之後兩人關係有所發展。
相田靜奈（聲：能登麻美子）
要的青梅竹馬，日紗子的姊姊。25歲。能夠了解要，是要抱持著好感的人。決定要與公司的前輩結婚，所以要提升料理的能力。
松下隆之介（聲：蒼井翔太）
祐希的學弟，與祐希同屬漫研社。高一及高二都和茉咲同班。對祐希有著不知算喜歡還是崇拜的憧憬感。
佐倉花代（聲：遠藤綾）
在穗稀高中食堂及小賣部工作（臨時），興趣是收集盤子。性格強勢。曾經從美容院辭職，後來返回，並因此離開穗稀高中。
高橋里奈（聲：茅野愛衣）
高二時和悠太與春同班的女生，與悠太有短暫的表面上交往，對於讓自己看見不想被朋友討厭心情的悠太非常感謝。
鈴雛
春等五人在京都畢業旅行時所遇到的舞妓小姐。本名是坪倉雛子（つぼくら ひなこ）。
淺羽父·母（聲：遊佐浩二·內山夕實）
悠太和祐希的父母。曾經對小時候的雙胞胎的早熟言行沒轍。
小健（聲：平田真菜）
要等五人在向陽幼稚園工作體驗時所遇到的小鬼。喜歡小園。性格惡劣，但內心善良。洞察力強，知道要喜歡小香老師。
小園（聲：高田千裕）
小健喜歡的人，和他的關係也不錯。憧憬帥氣的大哥哥（淺羽祐希）。
岡本昭博（聲：杉山紀彰）
春等五人在新年參拜時遇到的高三學生。成績普通，但為能考上和女朋友同一所大學而不斷努力。
內田百合（聲：佐佐木智代）
昭博的女朋友，同為高三學生，成績優秀，獲得大學保送資格。
店長（聲：三木真一郎）
祐希打工的餐廳的店長。黑色燙髮，吸煙，氣勢逼人，被祐希叫作「老大」（番長）。和淺羽父親的氣場很相像。已經結婚，有一個名為「實千香」的女兒，並且妻子還懷有一個兒子。
十大師（聲：森川智之）
悠太和春的茶道部老師。光頭。性格冷靜沉穩。受家族影響，小時候就已經開始習茶道之術。原本是留有長髮的，但由於過於帥氣而使學生們分心，因此剃成了光頭。
女高中生（聲：內田真禮）
其他學校的女高中生。在情人節當天，給春送了親手作的巧克力並且向他告白。
竹田栞一
校運會上祐希參加的啦啦隊表演的隊長，被大家喚作「團長」。外表成熟，聲音洪亮，性格強勢，喜歡一個名為「須田步美」的女孩。
梅田孝太郎
穗稀高中1-5班學生。校報社成員，熱愛攝影。身材高大，頭髮蓬亂，長到能遮住眼睛。被千鶴喚作「梅仔」。
奧村千惠
晃一22歲時的學生，有點喜歡東老師。性格認真。

## 商品情報

### 單行本
| 集數 | 史克威爾艾尼克斯                      | 史克威爾艾尼克斯                              | 東立出版社     | 東立出版社             |
| 集數 | 發售日期                              | ISBN                                          | 發售日期       | ISBN                   |
| ---- | ------------------------------------- | --------------------------------------------- | -------------- | ---------------------- |
| 1    | 2005年3月22日                         | ISBN 978-4-7575-1390-9                        | 2007年8月10日  | ISBN 978-986-10-0052-7 |
| 2    | 2005年12月22日                        | ISBN 978-4-7575-1589-8                        | 2007年8月10日  | ISBN 978-986-10-0053-4 |
| 3    | 2006年11月22日                        | ISBN 978-4-7575-1799-8                        | 2007年11月15日 | ISBN 978-986-10-0054-1 |
| 4    | 2007年8月22日                         | ISBN 978-4-7575-2081-3                        | 2008年3月25日  | ISBN 978-986-10-0565-2 |
| 5    | 2008年4月22日                         | ISBN 978-4-7575-2260-2                        | 2008年8月25日  | ISBN 978-986-10-1737-2 |
| 6    | 2008年10月22日                        | ISBN 978-4-7575-2402-6                        | 2009年3月5日   | ISBN 978-986-10-2707-4 |
| 7    | 2009年5月27日                         | ISBN 978-4-7575-2573-3                        | 2009年10月20日 | ISBN 978-986-10-3764-6 |
| 8    | 2010年3月27日                         | ISBN 978-4-7575-2834-5                        | 2010年9月10日  | ISBN 978-986-10-5499-5 |
| 9    | 2010年11月27日                        | ISBN 978-4-7575-3078-2                        | 2011年5月15日  | ISBN 978-986-10-6820-6 |
| 10   | 2011年9月17日                         | ISBN 978-4-7575-3363-9                        | 2012年4月30日  | ISBN 978-986-10-8842-6 |
| 11   | 2012年3月27日 2012年3月27日（特裝版） | ISBN 978-4-7575-3428-5 ISBN 978-4-7575-3406-3 | 2013年1月3日   | ISBN 978-986-10-9925-5 |
| 12   | 2012年11月27日                        | ISBN 978-4-7575-3804-7                        | 2013年3月25日  | ISBN 978-986-324-383-0 |
| 13   | 2013年7月27日                         | ISBN 978-4-7575-4018-7                        | 2013年11月11日 | ISBN 978-986-337-019-2 |
| 14   | 2014年5月27日                         | ISBN 978-4-7575-4303-4                        | 2015年3月10日  | ISBN 978-986-365-032-4 |
| 15   | 2015年6月27日                         | ISBN 978-4-7575-4459-8                        | 2015年10月8日  | ISBN 978-986-431-706-6 |
| 16   | 2022年7月27日                         | ISBN 978-4-7575-7990-3                        | 2023年10月12日 | ISBN 978-626-7185-28-5 |
| 17   | 2022年7月27日                         | ISBN 978-4-7575-7991-0                        | 2024年12月9日  | ISBN 978-626-7185-29-2 |
| 18   | 2022年7月27日                         | ISBN 978-4-7575-7997-2(插畫集)                |                | ISBN                   |

### 導讀手冊
少年同盟-AFTER SCHOOL-公式漫迷手冊（堀田きいち OFFICIAL FANBOOK 君と僕。 -AFTER SCHOOL-）
| 冊數 | 史克威爾艾尼克斯 | 史克威爾艾尼克斯       | 東立出版社   | 東立出版社             |
| 冊數 | 發售日期         | ISBN                   | 發售日期     | ISBN                   |
| ---- | ---------------- | ---------------------- | ------------ | ---------------------- |
| 全   | 2011年9月17日    | ISBN 978-4-7575-3383-7 | 2012年7月3日 | ISBN 978-986-10-9616-2 |

動畫
- （主婦與生活社「生活系列」，2012年10月5日發售） ISBN 978-4-391-63375-7

### 廣播劇CD
- 明與小晃&向陽幼稚園篇（2005年12月22日發售）
- 高中生篇1（2006年3月24日發售）
- 高中生篇2（2006年10月25日發售）

### 月曆書
- Comic Special Calendar 2013：2012年11月10日發售、ISBN 978-4-7575-3687-6
- Comic Special Calendar 2014：2013年11月9日發售、ISBN 978-4-7575-4027-9
- Comic Special Calendar 2015：2014年11月11日發售、ISBN 978-4-7575-4383-6

## 電視動畫

### 工作人員
- 原作 - 堀田貴一（日语：堀田きいち）（揭載「月刊GFantasy」史克威爾艾尼克斯刊）
- 監督 - 神戶守
- 系列構成 - 吉田玲子
- 人物設定 - 音地正行
- 道具設計 - 島村秀一
- 美術監督 - 甲斐政俊
- 美術設定 - 青木智由紀、
- 色彩設計 - 木村美保
- 攝影監督 - 高橋宏司（第1季）、沖田純美（第2季）
- 編輯 - 瀨山武司
- 音樂 - Elements Garden
- 音響監督 - 清水勝則
- 動畫製作 - J.C.STAFF
- 製作 - 「少年同盟」製作委員會（Aniplex、東京電視台、史克威爾艾尼克斯、NAS、Movic）

### 主題曲
第1季
- 片頭曲

作詞、作曲：MICHIRU，編曲：7!!、HIRONOBU HIRATA&SHUNSUKE SUZUKI，歌：7!!
- 片尾曲

作詞、作曲、歌：澤井美空，編曲：Shingo.S
第2季
- 片頭曲

作詞：佐香智久、小川智之，作曲：永谷たかお，編曲：森空青，歌：佐香智久
- 片尾曲「君と僕の挽歌（日语：君と僕の挽歌）」

作詞、作曲、編曲、歌：酒井優

### 插曲
- 「SORA」 「Candy」 「Tomorrow」 「Graffiti」 「Over」 「March」 「Aqua」

作詞：RUCCA，作曲、編曲：中山真斗，歌：蒼井翔太
作詞：中山真斗，作曲：上松範康，編曲：菊田大介，歌：ホマレッド（木村良平）、ホマブラック（小野友樹）、ホマブルー（內山昂輝）、ホマイエロー（入野自由）、ホマピンク（豐永利行）
- [6]

作詞、作曲、編曲：中山真斗
- [6]

作詞：中山真斗，作曲、編曲：藤田淳平

### 角色歌
- [7]

作詞、作曲、編曲：中山真斗，歌：松岡春（豐永利行）
- [8]

作詞：中山真斗，作曲：上松範康，編曲：菊田大介，歌：ホマレッド（淺羽祐希）（木村良平）、ホマブラック（塚原要）（小野友樹）、ホマブルー（淺羽悠太）（內山昂輝）、ホマイエロー（橘千鶴）（入野自由）、ホマピンク（松岡春）（豐永利行）
- [9]

作詞：中山真斗，作曲、編曲：藤間仁，歌：淺羽悠太（內山昂輝）、淺羽祐希（木村良平）
- [10]

作詞：中山真斗，作曲、編曲：藤田淳平，歌：塚原要（小野友樹）
- [11]

作詞：中西禮，作曲：椙山浩一，編曲：宮川泰、菊田大介，歌：淺羽悠太（內山昂輝）、淺羽祐希（木村良平）
- [12]

作詞、作曲、編曲：中山真斗，歌：橘千鶴（入野自由）

### 各話列表
| 話數   | 日文標題             | 中文標題             | 腳本       | 分鏡                | 演出       | 作畫監督                                           | 總作畫監督          |
| 第1季  | 第1季                | 第1季                | 第1季      | 第1季               | 第1季      | 第1季                                              | 第1季               |
| ------ | -------------------- | -------------------- | ---------- | ------------------- | ---------- | -------------------------------------------------- | ------------------- |
| 第1話  |                      | 我們的第十七個春天   | 吉田玲子   | 神戶守              | 神戶守     | 松下郁子                                           | 音地正行            |
| 第2話  |                      | 鬱金香綻放的日子     | 吉田玲子   | 島崎奈奈子          | 島崎奈奈子 | 梶谷光春 加藤萬由子                                | 音地正行            |
| 第3話  |                      | 麥草色頭髮的少年     | 國澤真理子 | 福島利規            | 福島利規   | 都築裕佳子、野村芙紗子                             | 音地正行            |
| 第4話  | Noisy Medicine       | Noisy Medicine       | 平林佐和子 | 細川秀樹            | 小林浩輔   | 高乘陽子                                           | 梶谷光春 都築裕佳子 |
| 第5話  |                      | 某個夏天             | 花田十輝   | 佐藤雅子            | 太田知章   | 松下郁子、山下英美 加藤萬由子、許宰銑              | 音地正行            |
| 第6話  |                      | 眼鏡與其他東西       | 國澤真理子 | 山崎貴              | 福多潤     | 高橋賢、飯飼一幸 瀧原美樹、津奈木亞樹 出野喜則     | 音地正行            |
| 第7話  |                      | 蘋果的旁邊           | 花田十輝   | 鎌倉由實            | 橋本敏一   | 梶谷光春、野村芙沙子 赤尾良太郎                    | 音地正行            |
| 第8話  |                      | 日薪英雄             | 吉田玲子   | 佐藤雅子            | 越田知明   | 小川浩司、谷口繁則 小松香苗、松下郁子              | 音地正行 梶谷光春   |
| 第8話  | 學長與我             |                      | 吉田玲子   | 佐藤雅子            | 越田知明   | 小川浩司、谷口繁則 小松香苗、松下郁子              | 音地正行 梶谷光春   |
| 第9話  | naked king           | naked king           | 平林佐和子 | 細川秀樹            | 小林浩輔   | 日高真由美、宮川友夏里                             | 都築裕佳子          |
| 第10話 | on your mark         | 各就各位             | 花田十輝   | 島崎奈奈子 越田知明 | 島崎奈奈子 | 山崎正和、佐佐木睦美 山下英美                      | 音地正行            |
| 第11話 |                      | 月牙剪影             | 國澤真理子 | 岩永彰              | 岩永彰     | 加藤万由子、松下郁子                               | 音地正行            |
| 第12話 |                      | 中學生日記           | 吉田玲子   | 山崎貴              | 福多潤     | 瀧原美樹、高橋賢 飯飼一幸、津奈木亞樹              | 都築裕佳子          |
| 第13話 |                      | 向陽之歌             | 吉田玲子   | 福島利規            | 福島利規   | 梶谷光春、佐佐木睦美 小松香苗、野村芙沙子 松下郁子 | 音地正行            |
| 第2季  |                      |                      |            |                     |            |                                                    |                     |
| 第1話  |                      | 夜晚跳躍的月兔       | 吉田玲子   | 島崎奈奈子 越田知明 | 島崎奈奈子 | 梶谷光春                                           | -                   |
| 第2話  | mary's christmas     | 瑪莉羊的聖誕         | 平林佐和子 | 太田知章            | 太田知章   | 山崎正和、松下郁子 加藤萬由子                      | 音地正行            |
| 第3話  | VERY CHRISTMAS       | VERY CHRISTMAS       | 花田十輝   | 井出安軌            | 德本善信   | 田中紀衣                                           | 都築裕佳子          |
| 第4話  |                      | 盛怒之下             | 吉田玲子   | 福島利規            | 福島利規   | 梶谷光春、本城惠一朗                               | 音地正行            |
| 第5話  |                      | 那片天空的襟裾       | 花田十輝   | 山崎貴              | 福多潤     | 瀧原美樹、高橋賢 森出剛、出野喜則 津奈木亞樹       | 都築裕佳子          |
| 第6話  | Colorless blue       | Colorless blue       | 國澤真理子 | 則座誠              | 則座誠     | 加藤万由子、山下英美 松岡謙治、中島美子            | 音地正行            |
| 第7話  | Sweet sweet, bitter  | Sweet sweet, bitter  | 平林佐和子 | 青井小夜            | 青井小夜   | 都築裕佳子、林央剛 青野厚司                        | 都築裕佳子          |
| 第8話  |                      | 我們男生             | 吉田玲子   | 鎌倉由實            | 佐藤清光   | 空流邊廣子                                         | 音地正行            |
| 第9話  | mix juice            | 綜合果汁             | 國澤真理子 | 福島利規            | 福島利規   | 梶谷光春、松下郁子 山下英美                        | 都築裕佳子          |
| 第10話 | cherry               | 櫻桃                 | 花田十輝   | 太田知章            | 太田知章   | 山崎正和、本城惠一朗 小川浩司                      | 音地正行            |
| 第11話 | sugar baby, fly baby | sugar baby, fly baby | 吉田玲子   | 篁蒼氓              | 橋本敏一   | 加藤萬由子、松岡謙治 中島美子                      | 都築裕佳子          |
| 第12話 |                      | 赤裸裸               | 國澤真理子 | 鈴木洋平            | 鈴木洋平   | 林央剛、松下郁子 山下英美、青野厚司                | 音地正行            |
| 第13話 |                      | 屈身與凜然           | 吉田玲子   | 福島利規 神戶守     | 神戶守     | 都築裕佳子、梶谷光晴                               | 音地正行            |

### 播放電視台
日本深夜動畫：下文記載的日本国内播放時間使用日本標準時間（UTC+9）表示。因為部分時間标识會採用30小时制，因此請留意这类超过24:00的时间，其實際播放時間為翌日清晨。
| 播放地區       | 播放電視台   | 播放日期                      | 播放時間（UTC+9）                     | 所屬聯播網 |
| 第1季          | 第1季        | 第1季                         | 第1季                                 | 第1季      |
| -------------- | ------------ | ----------------------------- | ------------------------------------- | ---------- |
| 關東廣域圈     | 東京電視台   | 2011年10月3日 - 12月26日      | 星期一 25時30分 - 26時00分            | 東京電視網 |
| 大阪府         | 大阪電視台   | 2011年10月4日 - 12月27日      | 星期二 26時05分 - 26時35分            | 東京電視網 |
| 福岡縣         | TVQ九州放送  | 2011年10月4日 - 12月27日      | 星期二 26時28分 - 26時58分            | 東京電視網 |
| 岡山縣、香川縣 | 瀨戶內電視台 | 2011年10月5日 - 12月28日      | 星期三 25時50分 - 26時20分            | 東京電視網 |
| 北海道         | 北海道電視台 | 2011年10月5日 - 12月28日      | 星期三 26時20分 - 26時50分            | 東京電視網 |
| 愛知縣         | 愛知電視台   | 2011年10月6日 - 12月29日      | 星期四 26時30分 - 27時00分            | 東京電視網 |
| 日本全域       | AT-X         | 2011年10月11日 - 2012年1月3日 | 星期二 11時30分 - 12時00分 （有重播） | 衛星電視   |
| 第2季          |              |                               |                                       |            |
| 關東廣域圈     | 東京電視台   | 2012年4月2日 - 6月25日        | 星期一 25時30分 - 26時00分            | 東京電視網 |
| 大阪府         | 大阪電視台   | 2012年4月3日 - 6月26日        | 星期二 26時05分 - 26時35分            | 東京電視網 |
| 福岡縣         | TVQ九州放送  | 2012年4月3日 - 6月26日        | 星期二 26時28分 - 26時58分            | 東京電視網 |
| 岡山縣、香川縣 | 瀨戶內電視台 | 2012年4月4日 - 6月27日        | 星期三 25時50分 - 26時20分            | 東京電視網 |
| 北海道         | 北海道電視台 | 2012年4月4日 - 6月27日        | 星期三 26時20分 - 26時50分            | 東京電視網 |
| 愛知縣         | 愛知電視台   | 2012年4月5日 - 6月28日        | 星期四 26時30分 - 27時00分            | 東京電視網 |
| 日本全域       | AT-X         | 2012年4月10日 - 7月3日        | 星期二 11時30分 - 12時00分 （有重播） | 衛星電視   |

| 東京電視台 星期一 25:30-26:00 節目 | 東京電視台 星期一 25:30-26:00 節目 | 東京電視台 星期一 25:30-26:00 節目 |
| ---------------------------------- | ---------------------------------- | ---------------------------------- |
|                                    | 少年同盟                           |                                    |
| 夏目友人帳 参                      | 夏目友人帳 肆                      |                                    |
| 夏目友人帳 肆                      | 少年同盟2                          | 超譯百人一首戀歌                   |

## 網絡廣播
- 標題：
- 廣播電台：アニメイトTV（日语：アニメイトTV）
- 主持人：淺羽悠太（內山昂輝）、淺羽祐希（木村良平）
- 配信期間：2011年8月12日 - 2012年7月2日
- 配信時間：隔週二26:00
- 配信次數：18
- 贊助：「少年同盟」製作委員會、Frontier Works

## 備註
1. ↑  . コミックナタリー. 2022-03-18  [2022-03-20]. （原始内容存档于2022-03-20） （日语）.
2. ↑  羅馬拼音「Kimi to Boku」之略。
3. ↑  . コミックナタリー. 2022-01-18  [2022-01-21]. （原始内容存档于2022-01-26） （日语）.
4. ↑  . コミックナタリー. 2022-04-18  [2022-04-20]. （原始内容存档于2022-05-16） （日语）.
5. ↑  台版漫畫譯作「明廣」。
6. 1 2  此為卡拉OK版本，動畫中歌詞由該角色聲優唱出，並非錄製。因此效果與角色歌有所差異。
7. ↑  收錄：少年同盟 Blue-Ray Disc Vol.2（完全生產限定版）特典CD
8. ↑  收錄：少年同盟 Blue-Ray Disc Vol.4（完全生產限定版）特典CD
9. ↑  收錄：少年同盟 Blue-Ray Disc Vol.6（完全生產限定版）特典CD
10. ↑  收錄：少年同盟2 Blue-Ray Disc Vol.1（完全生產限定版）特典CD
11. ↑  收錄：少年同盟2 Blue-Ray Disc Vol.3（完全生產限定版）特典CD
12. ↑  收錄：少年同盟2 Blue-Ray Disc Vol.6（完全生產限定版）特典CD

## 外部連結
- （日語） :::: GFantasy Website :::: 君と僕。 -月刊Gファンタジーオフィシャルサイト （页面存档备份，存于），漫畫官方網站（月刊GFantasy），史克威尔艾尼克斯。
- （日語） 君と僕。：コミックIntroduction：ガンガンパワード （页面存档备份，存于），舊漫畫官方網站（GANGAN POWERED），史克威尔艾尼克斯。
- （日語） 君と僕。 - 漫画 - ガンガンONLINE -SQUARE ENIX-，漫畫官方網站，線上閱讀頁面，史克威尔艾尼克斯。
- （日語） TVアニメ「君と僕。」オフィシャルサイト （页面存档备份，存于），電視動畫官方網站。
- （日語） テレビ東京・あにてれ 君と僕。 （页面存档备份，存于），東京電視台少年同盟官方網站。
- （日語） テレビ東京・あにてれ 君と僕。2 （页面存档备份，存于），東京電視台少年同盟2官方網站。